# 형법
| |
| 형법 刑法 |
| 형법학 · 범죄 · 형벌 죄형법정주의 |
| 범죄론 |
| 구성요건 · 실행행위 · 부작위범 간접정범 · 미수범 · 기수범 · 중지범 불능범 · 상당인과관계 고의 · 고의범 · 착오 과실 · 과실범 공범 · 정범 · 공동정범 공모공동정범 · 교사범 · 방조범 |
| 항변 |
| 위법성조각사유 · 위법성 · 책임 · 책임주의 책임능력 · 심신상실 · 심신미약 · 정당행위 · 정당방위 · 긴급피난 · 오상방위 · 과잉방위 · 강요된 행위                                     |
| 죄수 |
| 상상적 경합 · 연속범 · 병합죄 |
| 형벌론 |
| 사형 · 징역 · 금고 벌금 · 구류 · 과료 · 몰수 법정형 · 처단형 · 선고형 자수 · 작량감경 · 집행유예                                                                                  |
| 대인범죄 |
| 보통살인죄 · 존속살해죄 · 자살교사·방조죄 |
| 촉탁승낙살인죄 · 영아살해죄 · 낙태죄 |
| 상관살해죄 |
| 폭행죄 · 상해치사죄 · 절도죄 |
| 성범죄 · 성매매알선 · 강간죄 |
| 유괴 · 과실치사상죄 · |
| 대물범죄 |
| 손괴죄 · 방화죄 |
| 절도죄 · 강도죄 · 사기죄 |
| 사법절차 방해죄 |
| 공무집행방해죄 · 뇌물죄 |
| 위증죄 · 배임죄 |
| 미완의 범죄 |
| 시도 · 모의 · 공모 |
| 형법적 항변 |
| 자동증, 음주 & 착오 |
| 정신 이상 · 한정책임능력 |
| 강박 · 필요 |
| 도발 · 정당방위 |
| 다른 7법 영역 |
| 헌법 · 민법 · 형법 |
| 민사소송법 · 형사소송법 · 행정법 |
| 포털: 법 · 법철학 · 형사정책 |
| v • d • e • h |

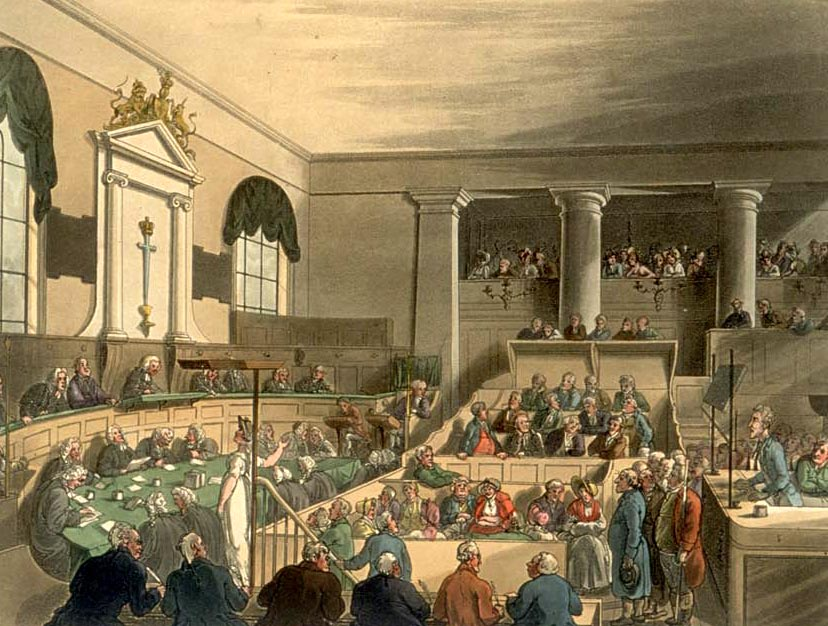

형법(刑法)은 범죄와 형벌을 규정한 법으로서 어떤 행위가 범죄이고 이에 대한 법적 효과로서 어떤 형벌이 부과되는가를 규정한다. 여기에서 형법은 범죄와 형벌의 두 가지 요소로 구성되어 있음을 알 수 있다.
무엇이 범죄(犯罪)가 되는가(요건), 그리고 그 효과로서 무엇이 귀속될 것인가(효과)를 규정한 법질서의 일부를 ‘형법’이라고 한다.
범죄에 대하여 귀속될 효과로서는 보통 형벌(刑罰)과 보안처분(保安處分)이 생각되고 있으나, 대한민국의 경우 1953년에 법률 293호로써 제정된 ‘형식적’ 의미의 형법에는 보안처분에 관한 규정은 의식적으로 보류되었으므로, 형식적 의미의 형법상으로는 범죄에 대한 효과로서 형벌만 인정되어 있는 것이 된다.

#### 의미
민법은 개인과 개인의 갈등을 해결하는 반면 형법은 살인 같은범죄,즉 사회적으로 비난받거나 처벌받는 범죄를 처벌하는 법이다.

## 의의와 성질
형법이라는 용어는 세 가지 의미로 사용되고 있다. 협의로는 형법이란 ‘명칭’을 붙인 법전(法典), 즉 ‘형법전’(刑法典)만을 지칭하는데 이를 ‘형식적 의의에 있어서의 형법’이라고 한다. 광의로는 어느 법령에 있는지를 불문하고 어떠한 행위가 범죄가 되고 그 범죄에 대하여 각각 어떠한 형벌을 과(科)할 것인가를 정하는 법의 총칭이며, 이를 ‘실질적 의의에 있어서의 형법’이라고 한다. 이러한 의미에서의 형법으로부터 형법전을 제외한 것을 ‘특별’형법(特別刑法)이라 하며 이에 반하여 형법전을 ‘보통’형법이라 한다. 또 오늘날에 있어서 형벌을 보충 또는 이에 대신하는 제도로서의 보안처분(保安處分)도 형법전 내에 규정하는 일반적 경향이 있으므로 가장 넓은 의미에서의 형법은 범죄와 형벌 및 보안처분에 관한 법령의 전부를 지칭하는 것이 된다. 위와 같은 의미에서의 법을 독일에서는 대한민국과 같이 ‘형법’(Strafrecht)이라 하고 있으나 영국이나 미국에서는 주로 ‘범죄법’(Criminal law)이라고 부르고 있다. 오늘날에 있어서 형벌을 과할 수 있는 주체는 국가뿐이며 형벌을 받는 주체는 죄를 범한 자뿐이다.
따라서 형법은 국가와 개인과의 관계를 규율하는 법으로서 ‘공법’에 속하며 개인 간의 관계를 규율하는 민법(民法) 등의 ‘사법’과 그 성질을 달리 한다. 또 그것은 형사‘재판’에 있어서 적용되는 법이므로 행정법의 범주에 속하는 행형법(行刑法) 등과는 달리 ‘사법’법(司法法)에 속한다. 다시, 형법은 어떠한 행위가 범죄이며 이에 대하여 어느 정도의 형벌을 과할 것인가를 정하는 것이므로 ‘실체’법(實體法)에 속한다. 이와 같은 형법이 표시하는 것을 실현하기 위한 ‘절차’법으로서 별도로 형사소송법이 있다.

### 형법의 기능
형법에는 그 보는 각도에 따라서 여러 가지 기능을 인정할 수 있다. 형벌에 의하여 사회의 질서와 평화를 보호하는 면에서 보면 사회 방위기능(社會防衞機能)을 인정할 수 있고, 형벌에 의하여 사회일반인이 죄를 범하지 않도록 예방한다는 면에서, 또한 범인이 다시 죄를 범하지 않도록 한다는 면에서 본다면 일반예방적(一般豫防的)기능과 특별예방적 기능을 인정할 수 있다. 이와는 다른 관점에서 국민 개개인에 대한 면을 볼 때 형법은 다음과 같은 기능을 가진다.
첫째로 형법은 국민 각자에 대하여 일정한 행위가 범죄로서 무가치한 것이라는 것을 표시(평가규범, 評價規範)하는 동시에 이러한 행위의 의사결정을 금하는 기능(의사결정규범, 意思決定規範)을 갖는다. 이것을 ‘규범’적 기능이라 한다. 둘째로 국가는 형법을 제정하여 국민의 특정한 이익 즉 법익(法益)을 보호하고 만약 그에 대한 침해가 있을 때에는 형벌이라는 유력한 보호수단을 발동한다. 이를 ‘보호’적 기능이라고 한다. 어떠한 이익이 법인으로서 법의 보호를 받느냐 또는 법익이 어느 정도로 보호받느냐는 현행법의 해석으로부터 알 수 있다. 셋째로 형법은 범죄의 범위와 개개의 범죄에 대한 형벌의 내용을 명정(明定)함으로써 국가의 형벌권을 제한하여 부당한 처벌로부터 국민(범인을 포함)을 수호하는 기능도 갖는다. 이것을 보장적 기능 또는 마그나카르타적 기능이라고 하며 뒤에 설명할 죄형법정주의(罪刑法定主義)는 바로 이것을 뒷받침하는 주장이다.

## 형벌법규의 기본
형법은 두 가지 점에서 모든 형벌법규의 기본이 되어 있다. 그 하나는 주요한 형사범(刑事犯)은 거의 다 여기에 규정되어 있다는 점이고, 그 또 하나는 이 법률의 총칙(總則)은 다른 법령에 특별한 규정이 없는 한 그 법에 규정된 범죄에도 적용된다는 점이다.
특히 행정형법(行政刑法)은 행정적인 단속의 목적으로 형벌의 수단을 빌어 쓰는 경우가 많이 있지만, 본래의 형법에 비하여 그 윤리적 요소가 희박하고 합목적적(合目的的)인 요소가 강하기 때문에, 경우에 따라 형법의 일반원칙이 수정되는 때가 많이 있는 것이다. 대한민국의 선박법・노동조합법・관세법・조세범처벌법・담배전매법 등에서 그 예를 볼 수 있다.

## 형법의 성격
1. 가언규범성 - 범죄를 조건으로 하여 이에 대한 법적 효과로서 형벌을 과하는 가언규범
2. 행위규범성 - 일반 국민에게 일정한 행위를 금지 또는 명령함으로써 행위규범을 제시
3. 재판규범성 - 법관의 사법활동을 규제하는 재판규범으로서의 성격
4. 평가규범성 - 어떠한 행위가 형법상 무가치한 행위인가에 대한 객관적인 가치판단을 내리고 있음
5. 의사결정규범성 - 수범자인 국민에 대하여 의사결정기준으로 작용

## 형벌의 목적
일반적으로 형법에는 응보(應報)・일반예방(一般豫防)・특별예방(特別豫防)의 세 목적이 있는 것으로 인정되고 있다.

### 응보형론과 목적형론
범죄에 대하여 형벌을 귀속시키는 것은 이미 행해진 악(惡)에 대하여 악으로써 보복한다는 의미를 가지고 있다. “눈에는 눈”이라는 말이 보여주는 바와 같이, 원시인이나 고대 사람들은 분량에 있어서 동등한 해악(害惡)을 가해자에게 갚아주는 것만이 사회정의를 실현하는 유일한 길이 된다고 생각하였다. 이것을 ‘응보’(retribution)의 사상이라고 부르지만, 이것은 오늘날까지도 그대로 남아서 형법의 첫째 목적이 되어 있다.
응보형론은 고전학파가 취하는 바로서 형벌을 범죄라는 악행에 대한 보복으로서 과하여지는 해악이라고 보는 이론이다. 그리고 이 이론은 응보로서 과하는 것에만 형벌의 의의를 인정하고 다른 목적달성을 수단으로 할 것을 부인하는 절대주의로부터 형벌의 본질을 응보로 풀이하여 이를 범죄예방의 수단으로 보는 상대주의에로 발전하여 왔다.
이에 대하여 목적형론은 근대학파 주장의 중핵(中核)을 이루는 것으로서 형벌을 범죄에 대한 응보로 보지 않고 범인으로부터 사회를 보호・방위하기 위한 수단이라고 풀이하는 이론이다. 그리고 이 이론이 진전된 것이 교육형론(敎育刑論)이며 형벌의 목적은 범인에 대한 사회방위 달성의 수단으로서 이를 교육・개선하여 정상인으로 사회에 복귀시키는 데 있으며 이를 위해서는 범인의 사회적 위험성의 차이에 따른 형벌의 개별화를 행하여야 할 것이라고 주장하고 있다. 그러나 위의 응보형론과 목적형론의 두 가지 이론은 반드시 결합할 수 없는 것이 아니다. 형벌이 범죄라는 악행에 대한 것이며 더구나 이를 행한 자의 법익의 박탈이라는 해악을 그 내용으로 하는 것인 이상 그 본질은 응보로 보아야 할 것이지만 그 목적은 국민 일반의 규범의식을 각성시킴과 동시에 범인을 교육・개선함으로써 범죄를 예방하고 사회 질서를 유지하는 데 있다고 해석하지 않으면 안 될 것이다.

### 일반예방주의와 특별예방주의
고도로 발달된 오늘의 형법은 이와 같이 원시적인 응보만을 목적으로 할 수는 없다. 오늘날의 형법에 있어서는 범죄 그 자체보다도 죄를 범하게 된 행위자의 심정・성격・환경 등에 더 많은 관심이 주어지게 되었다. 이리하여 형법은 범죄자의 주관에 관심을 가짐으로써 장래에 있어서의 범죄의 ‘예방’을 목적으로 삼을 때도 있게 되었다.
그 하나는 ‘일반’예방인데, 이것은 ‘일반’인에게 영향을 줌으로써 범죄를 예방하려는 것이다. 가령 일정한 형벌이 형법전에 규정되어 있다는 것은 그러한 규정이 없는 경우에 비하여, 범죄예방에 큰 도움이 될 것이다. 형벌의 이러한 일반예방적인 효과를 강조하는 견해를 ‘심리적 강제설’(心理的強制說)이라고 부른다. 그런데 형벌은 그것이 실제로 과하여지고 또한 집행된다는 것만으로도 훌륭한 일반예방의 효과를 나타낸다.  옛날에는 이러한 면에 착안하여 많은 사람들이 보는 앞에서 그것도 잔인한 방법으로 형을 집행하는 일이 많았지만, 문명화된 오늘날에 있어서도 형의 선고는 일반이 방청하는 공판정에서 행하여지고, 그리고 그 집행도 신문 등에 발표하여 이러한 효과를 나타내도록 하고 있다. 법률로 형벌을 예고, 혹은 현실로 범인에게 형벌을 과함으로써 일반인을 위하여 범죄의 발생을 예방함이 형벌의 목적이라고 하는 견해를 일반예방주의라 하며 고전학파들에 의하여 취하여져 왔던 것이다.
범죄예방의 또 하나의 방법으로서는 ‘특별’예방이 생각되고 있다. 범죄인 ‘자신’으로 하여금 다시 죄를 범하지 않도록 하려는 것인데, 이렇게 하기 위하여는 범인을 개선(改善)하여 다시는 사회를 침해하지 않도록 해야 하며, 이렇게 함으로써 사회를 범죄로부터 예방할 수 있게 된다. 우리 형법에 규정된 선고유예・집행유예・가석방・상습범의 특별취급 등은 이러한 특별예방을 목적으로 하는 제도들이다. 특별예방주의란 근대학파가 주장하는 바로서 형벌의 목적을 범인의 재범 예방에 두는 견해이며 목적형론・교육형론에 연결되는 것이다.
특별예방주의에 있어서는 범인의 성격에 따른 형벌의 개별화와, 그 개선에 도움이 되는 부정기형(不定期刑) 및 누진제(累進制)의 채용 등이 강조된다. 형의 집행유예나 선고유예・상대적 부정기형(소년 54조)・누진처우(累進處遇)·・가석방 등의 제도는 모두 이 특별예방주의에 입각한 것이다.
이렇게 하여 특별예방은 오늘날에 있어서 행형의 중심을 이루는 것이라고 할 수 있으나 한편으론, 형벌이 갖는 일반예방적 작용도 중시되어야 할 것이다. 오늘날의 통설적 입장은 형벌의 목적으로서 일반예방과 특별예방과의 쌍방을 인정하는 견해를 취하고 있다.

### 형법의 세가지 목적의 상호 모순의 해결
형법에는 위에서 본 바와 같은 응보・일반예방・특별예방의 세 가지 목적이 있는 것이지만, 경우에 따라서는 이러한 목적들이 잘 조화를 이루지 못하여 하나의 목적을 위하여 다른 목적을 희생시켜야 할 때도 생기게 된다. 그러면 형법의 목적에 있어서의 이러한 상호 모순은 어떻게 해결되어야 할 것인가. 주로 이러한 문제들을 처리하기 위하여 형법학(刑法學)에서는 예부터 많은 학설이 대립되어 있었다.  19세기 후반기의 독일 형법학의 태두 칼 빈딩(1841~1920)과 그의 추종자에 의하여 형성된 ‘구파’는 특히 응보의 사상에 중점을 두었으며, 범죄의 원인에 대한 과학적・사회적 연구의 성행에 따라 생겨난 ‘신파’는 형법의 목적에 있어서의 특별예방을 특히 강조하였다. 최근에는 한스 벨첼의 ‘목적적 행위론’이 유력해지고 있다.

## 죄형법정주의
죄형법정주의(罪刑法定主義)란 일반적으로 근대적 형법학의 아버지라 불리는 포이어바흐에 의하여 처음으로 주장된 “법률 없으면 형벌 없고 법률 없으면 범죄 없다(Nulla poena sine lege, nulla crimen sine lege)”라는 표어에 표시되어 있는 근대 형법의 기본원칙이다. 어떠한 행위를 범죄라 하며 이에 대하여 어떠한 형벌을 과할 것인가를 미리 성문(成文)의 법률로 정하여 둔다는 것이 그 본지(本旨)이다. 이런 원칙은 영국의 마그나카르타(1215년)에 그 근원을 두며 미국의 권리선언(1776년)과 프랑스 혁명의 인권선언(1789년) 등에 기재됨을 계기로 점차 유럽 각국의 헌법이나 형법 중에 명문화되게 되었다. 대한민국에서는 헌법 12조 1항・13조 1항과 형법 1조 1항에 이 원칙을 선언하고 있다. 죄형법정주의는 국가권력의 남용으로부터 국민의 권리・자유를 지키기 위하여 절대불가결의 것이며 이로써 형법의 자유보장적 기능이 발휘하게 된다. 그리고 이 원칙으로부터 다시 관습법 형식의 형법의 배제・형법효력의 불소급(=소급처벌(遡及處罰)의 금지・사후법(事後法)의 금지)・ 유추해석(類推解釋)의 제한・절대적 부정기형(不定期刑)의 금지라고 하는 4원칙이 파생한다. 그 어느 것이 깨어져도 이 원칙 자체의 기능을 잃게 되므로 이 원칙들을 죄형법정주의의 내용이라고 한다.

## 형법의 효력

### 시간에 관한 효력
형법은 언제부터 언제까지 효력을 갖는가 하는 것을 형법의 시간에 관한 효력(혹은 시간적 적용범위)이라고 한다. 법령은 모두 시행일로부터 폐지일까지 효력을 가지는 것이 원칙이지만 형법은 특히 이것이 엄격하다. 또 이와 같이 시간적 효력에 관련하여 행위시와 재판시와의 사이에 형법의 변경이 있을 때에는 원칙적으로 행위시법(行爲時法)・재판시법(裁判時法) 중 어느 것에 의할 것인가 하는 것도 문제가 된다.

### 장소에 관한 효력
형법은 어떠한 장소에서 발생한 범죄에 대하여 적용될 것인가를 형법의 장소에 관한 효력(혹은 지역적 적용범위)이라고 한다. 이에 관하여는 속지주의(屬地主義)・속인주의(屬人~)・보호주의(保護~)・세계주의(世界~) 등 네 가지 주의가 있으며 많은 나라의 형법은 속지・속인주의를 기본으로 하면서 보호・세계주의를 보충적으로 취하고 있다.

### 사람에 관한 효력
형법은 시간적・장소적 효력이 미치는 범위 내에 있는 한 누구에 대하여도 적용되며, 누구라도 해당 국가의 형벌권에 복종하지 않으면 아니 된다. 그러나 여기에는 특별한 예외가 있다. 대한민국의 경우, 재직 중의 대통령(헌84조)과 회기중 또는 국회 내에서의 국회의원(헌44조, 45조)에 대하여는 그 적용의 제한이 있다. 국제법상 외국의 원수(元首)외교관, 그 가족 및 내국인이 아닌 수행원에 대해서는 일정한 치외법권(治外法權)이 인정되어 있다. 대한민국과 미국간에 체결된 한미 행정협정(韓美行政協定)에 의하여서 공무 집행중의 미군범죄에 대하여는 원칙적으로 형법의 적용이 배제되나 그 밖에 미군・군속 및 가족의 범죄에 대하여는 대한민국 형법이 적용될 뿐 아니라 재판권을 행사할 제1차적 권리를 가진다. 또한 군인에 대하여는 군형법이 특별법으로서 일반법인 형법보다 우선하여 적용된다.

## 각국의 형법

### 대한민국
본래 조선의 형법은 오랫동안 중국의 당률(唐律) 영향 밑에서 발달되어 오다가, 1911년 조선형사령(朝鮮刑事令)에 의하여 일본의 형법을 의용(依用)하였으며, 1945년의 해방과 더불어 군정이 실시되어, 그 의용은 그대로 계속되었고, 정부 수립 후 다년 간의 준비를 거친 다음 1953년에 대한민국의 형법이 제정되었으며, 1975년, 1988년, 1995년 개정되어 오늘에 이르고 있다.
새로이 시행된 대한민국 형법은 종래 의용되어 오던 일본형법에 비해 그 주관주의적 경향을 더욱 철저히 하는 동시에 개인의 법익 침해에 대하여는 관대한 형벌을 규정하는 반면에, 국가의 법익 침해에 대하여는 반대로 엄격히 처벌하는 독특한 경향을 나타내고 있다.

### 독일
독일 형법(Strafgesetzbuch, StGB)은 모든 류의 범죄에 적용 가능한 총칙(Allgemeiner Teil, 영어: general chapter)과 각각의 범죄를 서술해놓은 각칙(Besonderer Teil, 영어: special chapter)으로 구성되어있다. 다른 법률에서도 다른 종류의 범죄들을 서술하고 있기는 하지만, 총칙에서 서술된 원칙은 그런 법률들에도 적용이 가능하다. 각 종류의 범죄는 세가지 범죄의 성립요건을 만족시켜야만 범죄로 인정된다. 독일의 형법은 대한민국과 일본의 형법의 토대가 되었다.

### 미국
미국 형법(Criminal law)의 법원(法源)은 보통법(Common law)과 성문법(Statutory code)으로 구성되어 있다. 전통적으로 범죄의 구성요건, 종류 및 조각사유 등 형법의 기본체계는 보통법에 의하여 형성되어 왔다. 최근에 형법을 성문법으로 규정하는 것이 보편화되고 있다. 그러나 미국의 성문헌법은 대륙법계의 형법과 같이 정교하고 체계적이지 못하다. 따라서 이러한 성문법의 해석 또는 흠결규정의 보완은 대부분 보통법에 의존하고 있다.
형법을 성문법으로 규정하는 경우 연방형법은 연방범죄에만 적용되며, 주(州)형법은 주(州)범죄에만 적용되는 것이 원칙이다.

## 관련 문헌
- 서철원, 《미국 형법》, 법원사, 2005. (ISBN 8991512003)
- 손동권, 《체계적 형법연습》, 율곡출판사, 2005. (ISBN 8985177915)

## 같이 보기
- 행위론
- 나라별 형법
  - 대한민국 형법
  - 조선민주주의인민공화국 형법
  - 일본 형법(刑法 (日本))
  - 중화민국 형법(中華民國刑法)
  - 중화인민공화국 형법(中华人民共和国刑法)